# Romy Louise Lauwers
Romy Louise Lauwers (1994) is een Belgisch actrice en regisseuse. Zij is de dochter van Jan Lauwers en Grace Ellen Barkey, beiden actief bij het theatercollectief Needcompany. Ze heeft Belgische, Nederlandse, Chinese en Indonesische voorouders.
Lauwers speelde zowel in films als in theaterproducties. Tevens is zij medeoprichter van de theatercompagnie Kuiperskaai.
In 2017 ontving ze de Sylvia Kristel-prijs. 

## Theater
- De Schepping
- Begin the beguine
- The winter’s Tale
- 1095